# Гимн Японии
Кими га ё (яп. 君が代, часто переводится как «Царствование императора») — государственный гимн Японии. Текст гимна основан на стихотворении в традиционном японском стиле вака, созданном в эпоху Хэйан. Это древнейший в мире текст государственного гимна (музыка значительно моложе) и является самым коротким государственным гимном  в мире.
Фактически «Кими га ё» является гимном Японии со времён реставрации Мэйдзи, но официально Закон о государственном флаге и гимне был принят только в 1999 году.

## История
Текст «Кими га ё» впервые появляется как анонимное стихотворение в сборнике X—XI веков Кокинвакасю. Позже стихотворение публиковалось в разных антологиях до эпохи Мэйдзи.
В 1869 году британский дирижёр военного оркестра Джон Фентон предложил создать государственный гимн Японии и сам написал для него музыку на слова Ояма Ивао. Этот вариант гимна не приобрёл популярности и не использовался после 1876 года.
В 1880 году комиссия императорского двора выбрала новый вариант мелодии гимна, написанный под руководством придворного музыканта Хиромори Хаяси его учениками Ёсиисой Оку и Акимори Хаяси. Немецкий музыкант Франц фон Эккерт переложил музыку в соответствии с европейской гармонией. Этот вариант гимна был впервые исполнен в день рождения императора Мэйдзи в 1880 году.
При принятии гимна в 1999 году премьер Кэйдзо Обути объявил, что кими (в современном японском — одно из местоимений «ты», употребляемое к равным или младшим, а также к возлюбленным; в старояпонском — «господин») означает императора, являющегося по Конституции символом государства и единства народа; «твоё царствование» (кими га ё) понимается как японское государство, которому поющие гимн желают долголетия. В левых и либеральных кругах гимн (как и флаг) по-прежнему иногда вызывает протест как ассоциирующийся с милитаристской Японией, ряд учителей отказывались петь гимн в школе и т. п. Гимн Японии исполняется во время всех официальных процедур, в силах самообороны, во время спортивных состязаний (на матчах сборных Японии по игровым видам спорта, на турнирах сумо перед церемонией награждения, на награждении японских спортсменов — чемпионов мира и Олимпийских игр) и т. д.

## Текст
| 君が代は 千代に八千代に 細石の 巌となりて 苔の産すまで | Кими га ё ва Ти ё ни яти ё ни Садзарэ-иси но Ивао то нари тэ Кокэ но мусу мадэ. | Да продлится царство твоё Тысячу, восемь ли тысяч Колен, доколе Мох не украсит скалы, Выросшие из щебня. |